# Solanum sogarandinum
Solanum sogarandinum är en potatisväxtart som beskrevs av Carlos M. Ochoa. Solanum sogarandinum ingår i släktet skattor som ingår i familjen potatisväxter. Inga underarter finns listade i Catalogue of Life.